# Stillwater (Pennsilvània)
Stillwater és una població dels Estats Units a l'estat de Pennsilvània. Segons el cens del 2000 tenia 194 habitants.

## Demografia
Segons el cens del 2000, Stillwater tenia 194 habitants, 85 habitatges, i 56 famílies. La densitat de població era de 24,4 habitants/km².
Dels 85 habitatges en un 23,5% hi vivien nens de menys de 18 anys, en un 60% hi vivien parelles casades, en un 3,5% dones solteres, i en un 34,1% no eren unitats familiars. En el 27,1% dels habitatges hi vivien persones soles el 14,1% de les quals corresponia a persones de 65 anys o més que vivien soles. El nombre mitjà de persones vivint en cada habitatge era de 2,28 i el nombre mitjà de persones que vivien en cada família era de 2,82.
Per edats la població es repartia de la següent manera: un 17,5% tenia menys de 18 anys, un 8,2% entre 18 i 24, un 27,3% entre 25 i 44, un 29,4% de 45 a 60 i un 17,5% 65 anys o més.
L'edat mediana era de 43 anys. Per cada 100 dones de 18 o més anys hi havia 102,5 homes.
La renda mediana per habitatge era de 41.250$ i la renda mediana per família de 48.750$. Els homes tenien una renda mediana de 34.583$ mentre que les dones 25.893$. La renda per capita de la població era de 19.879$. Cap de les famílies i el 3,3% de la població estaven per davall del llindar de pobresa.

## Poblacions més properes
El següent diagrama mostra les poblacions més properes.